# Waschhaus (Saint-Victor-la-Coste)

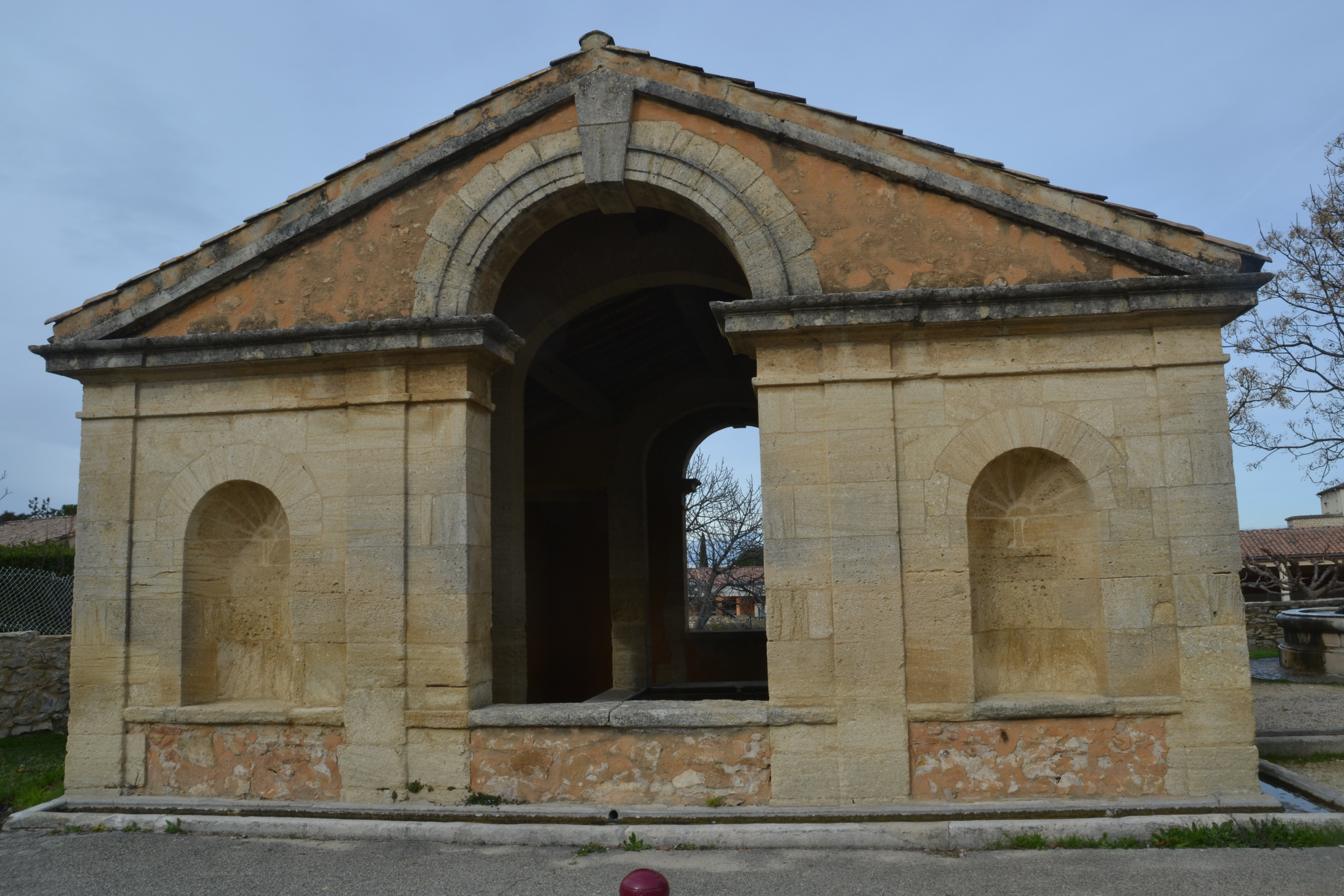
Waschhaus in Saint-Victor-la-Coste

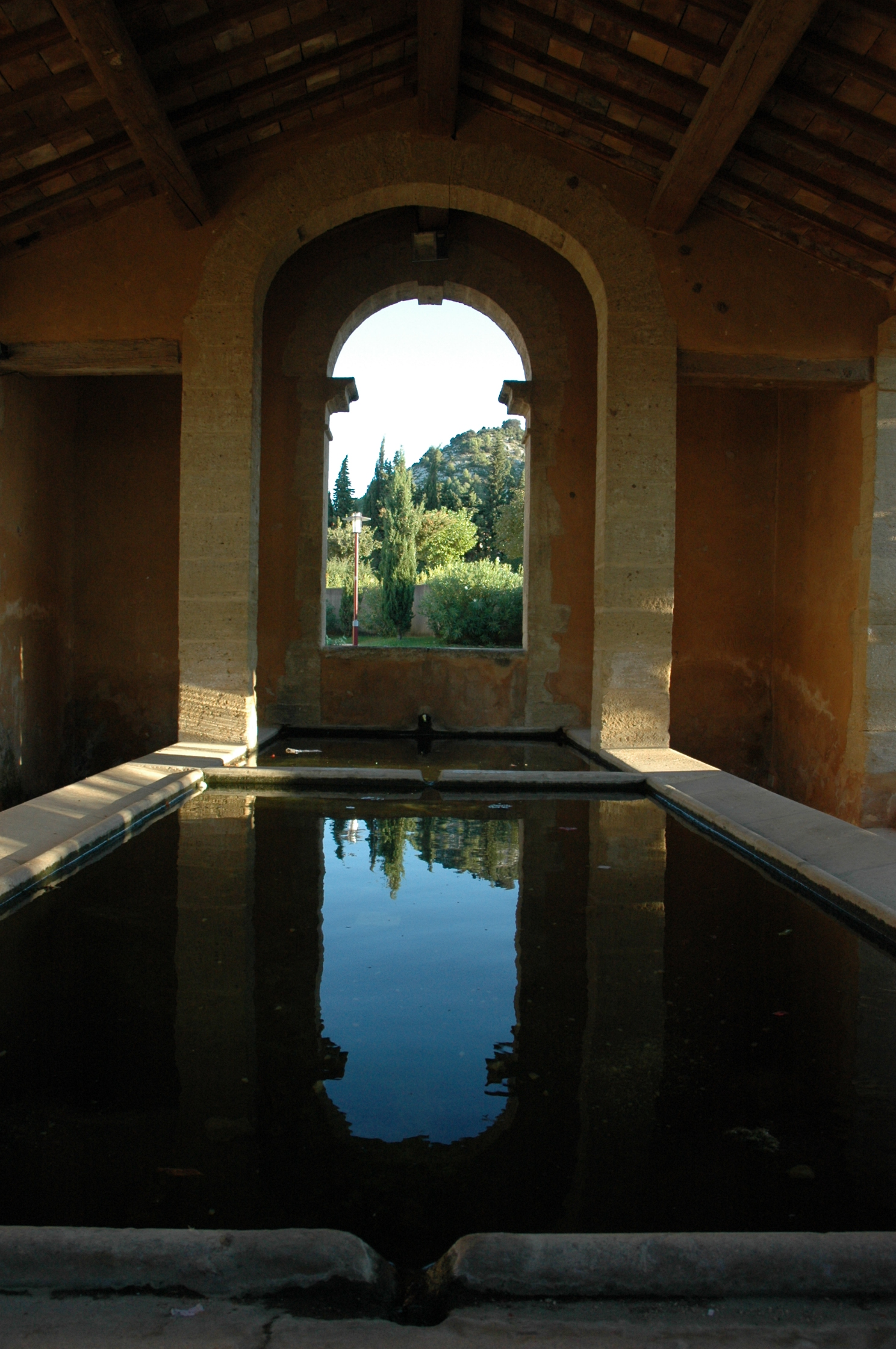
Innenansicht

Das Waschhaus (französisch lavoir) in Saint-Victor-la-Coste, einer französischen Gemeinde im Département Gard in der Region Okzitanien, wurde zwischen 1860 und 1880 errichtet. Das öffentliche Waschhaus in der Ortsmitte steht seit 1980 als Monument historique auf der Liste der Baudenkmäler in Frankreich.
Das Waschhaus besteht aus zwei Gebäuden, die sich symmetrisch gegenüberstehen. Beide sind rechteckig und mit Rundbogenöffnungen versehen.